# انقلاب باتاو
انقلاب باتاو (هلندی: De Bataafse Revolutie)، به مجموعه آشفتگی‌های سیاسی، اجتماعی و فرهنگی در پایان سده ۱۸ (میلادی) که به انقلاب انجامید و پایانی بود بر جمهوری هلند و استوار شدن جمهوری باتاو تا آغاز سده ۱۹ (میلادی).